# Philip Morrell

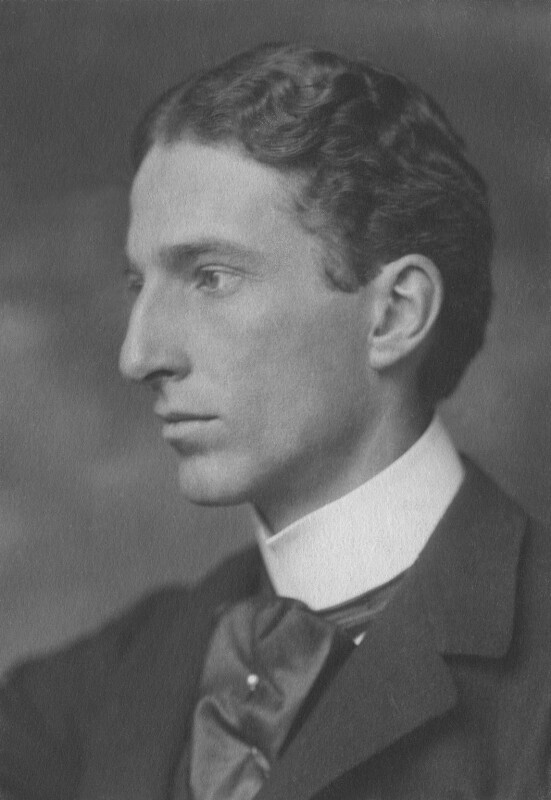

Philip Edward Morrell (4 giugno 1870 – 5 gennaio 1943) è stato un politico britannico del Partito Liberale.

## Biografia
Era figlio di Frederic Morrell, un avvocato di Black Hall, Oxford, e la sua famiglia aveva fatto fortuna con una fabbrica di birra. Philip Morrell senior, suo nonno paterno era proprietario di un birrificio.
Philip Morrell studiò a Eton e al Balliol College di Oxford.  Successivamente si sposò a Londra, l'8 febbraio 1902, con Lady Ottoline Cavendish-Bentinck, sorella del Duca di Portland.
Si iscrisse al Partito Liberale e venne eletto al Parlamento del Regno Unito per il collegio di Henley e Burnley dal 1906 al 1918.